# Swing your daddy (single)
Swing your daddy is een single van Jim Gilstrap. Het is afkomstig van zijn album Swing your daddy. Giltrap had slechts twee hits in Nederland en België. De nummer 1-hit Swing your daddy en de wat minder scorende I’m on fire. Toch kwam hij vaker voor in de hitparades dan je zou denken. Zo zong hij bijvoorbeeld op Stevie Wonders You Are the Sunshine of My Life en ook op enkele songs van Boz Scaggs is zijn stem te horen. Voornamelijk is hij te horen in soulachtige nummers, een uitschieter daartegenover is zijn zangpartij op een elpee van The Who-drummer Keith Moon.
Kenny Nolan was bekend van Voulez vous coucher avec moi ce soir? (Lady Marmalade).

## Hitnotering
Swing your daddy werd een wereldhit van Jim Gilstrap. Hij haalde plaats 10 in de Billboard Hot 100 en een vierde plaats in elf weken in de Britse singlelijst. In Nederland en België haalde het de eerste plaats.

### Nederlandse Top 40
| Positie: | 26 | 11 | 6 | 3 | 1 | 1 | 2 | 5 | 11 | 21 | 39 | uit |

### NederlandseNationale Hitparade
| Positie: | 21 | 9 | 4 | 2 | 1 | 2 | 2 | 9 | 27 | uit |

### BelgischeBRT Top 30
| Positie: | 8 | 4 | 5 | 3 | 3 | 1 | 3 | 9 | 18 | uit |

### VlaamseUltratop 30
| Positie: | 27 | 18 | 10 | 3 | 2 | 2 | 1 | 1 | 5 | 9 | 13 | uit |

### NPO Radio 2 Top 2000
| Nummer met noteringen in de NPO Radio 2 Top 2000 | '99  | '00 | '01  |
| ------------------------------------------------ | ---- | --- | ---- |
| Swing your daddy                                 | 1960 | -   | 1954 |

1. ↑  Een '-' betekent dat het nummer niet was genoteerd en een vetgedrukt getal geeft de hoogste notering aan.
2. ↑  Deze tabel is bijgewerkt tot en met de laatste editie (2024).